# هابلوم
هابلوم (توفي أواخر الألفية الثالثة قبل الميلاد) كان الحاكم الخامس عشر لجويتان من سلالة جويتان في سومر، المذكور في "قائمة الملوك السومريين.  وفقًا ل اس كي آل: كان ها بلوم خليفة ابر انوم ثم خلف بزور- سوين بعد ها بلوم.